# ماریا ژائو باستوس
ماریا ژائو باستوس (به انگلیسی: Maria João Bastos) با نام کامل ماریا ژائو دیوید داسیلوا باستوس (زاده ۱۸ ژوئن ۱۹۷۵) بازیگر پرتغالی است.
از کارهای معروف او می‌توان به بازی در فیلم خطوط ولینگتون، تغییرات کازانووا، اسرار لیسبون اشاره کرد.